# Tiziano Polenghi
Tiziano Polenghi (* 26. September 1978 in Vizzolo Predabissi) ist ein italienischer ehemaliger Fußballspieler, der vorwiegend in der Abwehr spielte. Er ist nicht zu verwechseln mit Fabio Polenghi, einem italienischen Fotografen.